# جورج بريستو (لاعب كرة قاعدة)
جورج بريستو (بالإنجليزية: George Bristow)‏ هو لاعب كرة قاعدة أمريكي، ولد في 13 مايو 1870 في باو باو في الولايات المتحدة، وتوفي في 17 أكتوبر 1939 في مدينة بيلينغام في الولايات المتحدة.

## وصلات خارجية
- جورج بريستو على موقعبيزبول رفرنس.كوم (الدوري الرئيسي) (الإنجليزية)
- جورج بريستو على موقعبيزبول رفرنس.كوم (الدوري الثانوي) (الإنجليزية)